# Макеєв Олексій Васильович
Олексій Васильович Макеєв (рос. Алексей Васильевич Макеев; 1924, Софнєвка — 7 жовтня 1943, Ясногородка) — Герой Радянського Союзу, в роки німецько-радянської війни комсорг 2-го батальйону 989-го стрілецького полку 226-ї стрілецької Глухівсько-Київської дивізії.

## Біографія
Народився в 1924 році в селі Софнєвка Пономарьовського району Оренбурзької області в сім'ї селянина. Росіянин. Член ВЛКСМ. Закінчив Софійську середню школу. До призову на військову службу працював хатником в рідному селі. 
У боях радянсько-німецької війни з лютого 1942 року, воював на Воронезькому і Центральному фронтах, брав участь у Курській битві, відвоюванні України, Білорусі.

Табличка на братській могилі

26 вересня 1943 дивізія з боями вийшла до Дніпра на північ від Києва і приступила до форсування річки. Олексій Макеєв, який відзначився у попередніх боях, був прийнятий кандидатом у члени партії і висунутий на посаду комсорга 3-го стрілецького батальйону. Він першим з групою бійців форсував річку і в короткій сутичці з фашистами захопив невеликий плацдарм. Сюди швидко переправлялися роти батальйону. Противник почав контратаки переважаючими силами. Зав'язався кровопролитний бій, в якому комсорг батальйону Макеєв проявив неабиякі бійцівські якості. Не раз водив він в атаку стрільців і не тільки утримав, але і розширив плацдарм.
7 жовтня 1943 року у важких боях біля Ясногородки О. В. Макеєв загинув смертю хоробрих.
Звання Героя Радянського Союзу О. В. Макеєву присвоєно 17 жовтня 1943 року за відвагу і мужність, проявлені при форсуванні Дніпра, захопленні й утриманні плацдарму на західному березі річки.
Похований в братській могилі в Ясногородці.